# جنگل‌های مخلوط قفقاز
جنگل‌های مخلوط قفقاز یک ناحیه بوم‌شناختی جنگل مخلوط و پهن‌برگ معتدله در رشته‌کوه قفقاز است.

## جغرافیا
این منطقه زیست‌محیطی مساحتی به وسعت ۱۷۰۴۰۵ کیلومتر مربع (۶۵۷۹۴ مایل مربع) را در بر می‌گیرد که در بخش‌هایی از ارمنستان، آذربایجان، گرجستان، ایران، روسیه و ترکیه گسترش یافته است. زنجیره اصلی قفقاز، معروف به قفقاز بزرگ، از شمال غربی به جنوب شرقی کشیده شده و از شمال دریای سیاه به سمت شرق تا دریای خزر امتداد پیدا کرده است. قفقاز مرز سنتی بین اروپا و آسیا را تشکیل می‌دهد. بلندترین نقطه قفقاز کوه البروس (۵۶۴۲ متر) است.  

## شرایط اقلیمی
شرایط اقلیمی در این منطقه بین معتدل و قاره‌ای و در ارتفاعات متفاوت است. میانگین بارندگی سالیانه اساسا در قسمت غربی منطقه اصلی اکوسیستم بیشتر است و از ۱۵۰۰ تا ۲۰۰۰ میلی‌متر، در دامنه‌های غربی در امتداد دریای سیاه تا ۶۰۰ تا ۱۰۰۰ میلی‌متر و در بخش‌های شرقی و جنوبی متغیر است.